# Моргед (Кентуккі)
Моргед (англ. Morehead) — місто (англ. city) в США, в окрузі Роуен штату Кентуккі. Населення — 7151 особа (2020).

## Географія
Моргед розташований за координатами 38°11′15″ пн. ш. 83°27′3″ зх. д. / 38.18750° пн. ш. 83.45083° зх. д. (38.187440, -83.450828). За даними Бюро перепису населення США в 2010 році місто мало площу 24,70 км², з яких 24,41 км² — суходіл та 0,29 км² — водойми.

### Клімат
| Клімат : Моргед               | Клімат : Моргед | Клімат : Моргед | Клімат : Моргед | Клімат : Моргед | Клімат : Моргед | Клімат : Моргед | Клімат : Моргед | Клімат : Моргед | Клімат : Моргед | Клімат : Моргед | Клімат : Моргед | Клімат : Моргед | Клімат : Моргед |
| Показник                      | Січ.            | Лют.            | Бер.            | Квіт.           | Трав.           | Черв.           | Лип.            | Серп.           | Вер.            | Жовт.           | Лист.           | Груд.           | Рік             |
| Абсолютний максимум, °C       | 26,7            | 27,2            | 31,7            | 33,9            | 35,0            | 40,0            | 40,6            | 41,1            | 39,4            | 35,6            | 29,4            | 26,1            | 41,1            |
| Середній максимум, °C         | 5,0             | 8,3             | 13,9            | 19,4            | 24,4            | 28,9            | 31,1            | 30,6            | 26,7            | 20,6            | 13,9            | 8,3             | 19,3            |
| Середній мінімум, °C          | −5,6            | −4,4            | 0,0             | 4,4             | 10,0            | 15,0            | 17,2            | 16,7            | 12,8            | 5,6             | 1,7             | −2,8            | 5,9             |
| Абсолютний мінімум, °C        | −33,3           | −28,3           | −22,8           | −8,9            | −3,9            | 1,7             | 6,1             | 1,7             | −1,7            | −10,6           | −17,8           | −31,1           | −33,3           |
| Норма опадів, мм              | 86              | 83              | 103             | 99              | 123             | 116             | 142             | 96              | 82              | 80              | 88              | 102             | 1202            |
| ----------------------------- | --------------- | --------------- | --------------- | --------------- | --------------- | --------------- | --------------- | --------------- | --------------- | --------------- | --------------- | --------------- | --------------- |
| Джерело: The Weather Channel. |                 |                 |                 |                 |                 |                 |                 |                 |                 |                 |                 |                 |                 |

## Демографія
Згідно з переписом 2010 року, у місті мешкало 6845 осіб у 2160 домогосподарствах у складі 1009 родин. Густота населення становила 277 осіб/км². Було 2356 помешкань (95/км²).
Расовий склад населення:
| - 93,2 % — білих - 3,2 % — чорних або афроамериканців - 1,3 % — азіатів - 0,2 % — корінних американців |

До двох чи більше рас належало 1,4 %. Частка іспаномовних становила 1,9 % від усіх жителів.
За віковим діапазоном населення розподілялося таким чином: 11,7 % — особи молодші 18 років, 76,9 % — особи у віці 18—64 років, 11,4 % — особи у віці 65 років та старші. Медіана віку мешканця становила 22,5 року. На 100 осіб жіночої статі у місті припадало 85,8 чоловіків; на 100 жінок у віці від 18 років та старших — 84,2 чоловіків також старших 18 років.
Середній дохід на одне домашнє господарство становив 44 130 доларів США (медіана — 36 026), а середній дохід на одну сім'ю — 63 146 доларів (медіана — 57 750). Медіана доходів становила 47 784 долари для чоловіків та 42 757 доларів для жінок. За межею бідності перебувало 36,1 % осіб, у тому числі 56,4 % дітей у віці до 18 років та 15,3 % осіб у віці 65 років та старших.
Цивільне працевлаштоване населення становило 2566 осіб. Основні галузі зайнятості: освіта, охорона здоров'я та соціальна допомога — 31,4 %, роздрібна торгівля — 19,7 %, мистецтво, розваги та відпочинок — 13,0 %.